# Skate America de 2003
O Skate America de 2003 foi a vigésima segunda edição do Skate America, um evento anual de patinação artística no gelo organizado pela United States Figure Skating Association, e que fez parte do Grand Prix de 2003–04. A competição foi disputada entre os dias 23 de outubro e 26 de outubro, na cidade de Reading, Pensilvânia, Estados Unidos.

## Eventos
- Individual masculino
- Individual feminino
- Duplas
- Dança no gelo

## Medalhistas
| Evento                        | Ouro                                             | Prata                                       | Bronze                                           |
| Individual masculino detalhes | Michael Weiss · Estados Unidos                   | Takeshi Honda · Japão                       | Zhang Min · China                                |
| Individual feminino detalhes  | Sasha Cohen · Estados Unidos                     | Jennifer Kirk · Estados Unidos              | Shizuka Arakawa · Japão                          |
| Duplas detalhes               | Pang Qing · Tong Jian · China                    | Maria Petrova · Alexei Tikhonov · Rússia    | Zhang Dan · Zhang Hao · China                    |
| Dança no gelo detalhes        | Tanith Belbin · Benjamin Agosto · Estados Unidos | Elena Grushina · Ruslan Goncharov · Ucrânia | Isabelle Delobel · Olivier Schoenfelder · França |

## Resultados

### Individual masculino
| Pos.              | Nome                | Nacionalidade       | Pontos | PC         | PL          |
| ----------------- | ------------------- | ------------------- | ------ | ---------- | ----------- |
| Medalha de ouro   | Michael Weiss       | Estados Unidos      | 206.94 | 73.85 (1)  | 133.09 (2)  |
| Medalha de prata  | Takeshi Honda       | Japão               | 199.27 | 62.65 (4)  | 136.62 (1)  |
| Medalha de bronze | Zhang Min           | China               | 190.77 | 67.55 (2)  | 123.22 (5)  |
| 4                 | Andrejs Vlascenko   | Alemanha            | 188.54 | 64.86 (3)  | 123.68 (4)  |
| 5                 | Scott Smith         | Estados Unidos      | 182.92 | 57.41 (7)  | 125.51 (3)  |
| 6                 | Vakhtang Murvanidze | Geórgia             | 173.29 | 57.60 (6)  | 115.69 (6)  |
| 7                 | Trifun Zivanovic    | Sérvia e Montenegro | 170.62 | 58.75 (5)  | 111.87 (8)  |
| 8                 | Stanislav Timchenko | Rússia              | 161.37 | 47.08 (11) | 114.29 (7)  |
| 9                 | Stefan Lindemann    | Alemanha            | 160.95 | 51.59 (10) | 109.36 (10) |
| 10                | Ivan Dinev          | Bulgária            | 153.86 | 43.60 (12) | 110.26 (9)  |
| 11                | Sergei Davydov      | Bielorrússia        | 150.04 | 54.67 (8)  | 95.37 (11)  |
| 12                | Ryan Jahnke         | Estados Unidos      | 147.49 | 52.92 (9)  | 94.57 (12)  |

### Individual feminino
| Pos.              | Nome               | Nacionalidade  | Pontos | PC         | PL         |
| ----------------- | ------------------ | -------------- | ------ | ---------- | ---------- |
| Medalha de ouro   | Sasha Cohen        | Estados Unidos | 197.35 | 66.46 (1)  | 130.89 (1) |
| Medalha de prata  | Jennifer Kirk      | Estados Unidos | 178.77 | 58.68 (3)  | 120.09 (2) |
| Medalha de bronze | Shizuka Arakawa    | Japão          | 172.39 | 59.02 (2)  | 113.37 (3) |
| 4                 | Amber Corwin       | Estados Unidos | 156.95 | 54.66 (4)  | 102.29 (4) |
| 5                 | Susanna Pöykiö     | Finlândia      | 143.36 | 48.48 (8)  | 94.88 (5)  |
| 6                 | Viktoria Volchkova | Rússia         | 139.57 | 53.54 (6)  | 86.03 (8)  |
| 7                 | Annie Bellemare    | Canadá         | 138.79 | 48.08 (9)  | 90.71 (6)  |
| 8                 | Yukari Nakano      | Japão          | 132.10 | 44.20 (10) | 87.90 (7)  |
| 9                 | Carolina Kostner   | Itália         | 127.29 | 49.22 (7)  | 78.07 (10) |
| 10                | Galina Maniachenko | Ucrânia        | 127.13 | 53.54 (5)  | 73.59 (12) |
| 11                | Julia Lautowa      | Áustria        | 122.48 | 39.10 (12) | 83.38 (9)  |
| 12                | Michelle Currie    | Canadá         | 116.16 | 41.04 (11) | 75.12 (11) |

### Duplas
| Pos.              | Nome                                     | Nacionalidade    | Pontos | PC         | PL         |
| ----------------- | ---------------------------------------- | ---------------- | ------ | ---------- | ---------- |
| Medalha de ouro   | Pang Qing / Tong Jian                    | China            | 185.04 | 67.08 (1)  | 117.96 (2) |
| Medalha de prata  | Maria Petrova / Alexei Tikhonov          | Rússia           | 184.92 | 64.94 (2)  | 119.98 (1) |
| Medalha de bronze | Zhang Dan / Zhang Hao                    | China            | 171.26 | 56.14 (4)  | 115.12 (3) |
| 4                 | Utako Wakamatsu / Jean-Sébastien Fecteau | Canadá           | 163.88 | 56.88 (3)  | 107.00 (5) |
| 5                 | Tiffany Scott / Philip Dulebohn          | Estados Unidos   | 159.28 | 51.12 (6)  | 108.16 (4) |
| 6                 | Elizabeth Putnam / Sean Wirtz            | Canadá           | 154.40 | 52.02 (5)  | 102.38 (6) |
| 7                 | Larisa Spielberg / Craig Joeright        | Estados Unidos   | 136.54 | 50.82 (7)  | 85.72 (7)  |
| 8                 | Kathryn Orscher / Garrett Lucash         | Estados Unidos   | 130.16 | 46.44 (8)  | 83.72 (8)  |
| 9                 | Veronika Havlíčková / Karel Štefl        | República Tcheca | 123.16 | 40.12 (10) | 83.04 (9)  |
| 10                | Marylin Pla / Yannick Bonheur            | França           | 120.74 | 41.64 (9)  | 79.10 (10) |

### Dança no gelo
| Pos.              | Nome                                    | Nacionalidade  | Pontos | DC         | DO         | DL         |
| ----------------- | --------------------------------------- | -------------- | ------ | ---------- | ---------- | ---------- |
| Medalha de ouro   | Tanith Belbin / Benjamin Agosto         | Estados Unidos | 212.08 | 40.02 (2)  | 61.27 (2)  | 110.79 (1) |
| Medalha de prata  | Elena Grushina / Ruslan Goncharov       | Ucrânia        | 197.66 | 40.53 (1)  | 56.57 (3)  | 100.56 (2) |
| Medalha de bronze | Isabelle Delobel / Olivier Schoenfelder | França         | 197.59 | 37.15 (3)  | 61.67 (1)  | 98.77 (3)  |
| 4                 | Federica Faiella / Massimo Scali        | Itália         | 178.78 | 34.38 (4)  | 51.96 (4)  | 92.44 (5)  |
| 5                 | Melissa Gregory / Denis Petukhov        | Estados Unidos | 177.48 | 32.99 (5)  | 51.75 (5)  | 92.74 (4)  |
| 6                 | Christie Moxley / Alexander Kirsanov    | Estados Unidos | 152.26 | 31.12 (6)  | 42.95 (7)  | 78.19 (6)  |
| 7                 | Natalia Gudina / Alexei Beletski        | Israel         | 148.50 | 29.68 (7)  | 43.66 (6)  | 75.16 (7)  |
| 8                 | Julia Golovina / Oleg Voiko             | Ucrânia        | 131.76 | 27.88 (8)  | 41.15 (8)  | 62.73 (9)  |
| 9                 | Melissa Piperno / Liam Dougherty        | Canadá         | 127.88 | 25.05 (9)  | 34.50 (9)  | 68.33 (8)  |
| 10                | Yu Xiaoyang / Wang Chen                 | China          | 117.79 | 23.96 (10) | 32.47 (10) | 61.36 (10) |

## Quadro de medalhas
| Ordem | País           | Medalha de ouro | Medalha de prata | Medalha de bronze |    | Ordem por total |
| ----- | -------------- | --------------- | ---------------- | ----------------- | -- | --------------- |
| 1     | Estados Unidos | 3               | 1                |                   | 4  | 1               |
| 2     | China          | 1               |                  | 2                 | 3  | 2               |
| 3     | Japão          |                 | 1                | 1                 | 2  | 3               |
| 4     | Rússia         |                 | 1                |                   | 1  | 4               |
| 4     | Ucrânia        |                 | 1                |                   | 1  | 4               |
| 6     | França         |                 |                  | 1                 | 1  | 4               |
| TOTAL | TOTAL          | 4               | 4                | 4                 | 12 | —               |